# Ixodes longiscutatus
Ixodes longiscutatus är en fästingart som beskrevs av Boero 1944. Ixodes longiscutatus ingår i släktet Ixodes och familjen hårda fästingar. Inga underarter finns listade i Catalogue of Life.